# Бжезіна (Сьредський повіт)
Бжезіна (пол. Brzezina, нім. Groß Bresa) — село в Польщі, у гміні Менкіня Сьредського повіту Нижньосілезького воєводства.
Населення — 698 осіб (2011). Площа — 6 050 км², густота населення — 115,4 осіб/км².
У 1975-1998 роках село належало до Вроцлавського воєводства.

## Демографія
Демографічна структура станом на 31 березня 2011 року:
|          | Загалом | Допрацездатний вік | Працездатний вік | Постпрацездатний вік |
| -------- | ------- | ------------------ | ---------------- | -------------------- |
| Чоловіки | 349     | 74                 | 255              | 20                   |
| Жінки    | 349     | 82                 | 211              | 56                   |
| Разом    | 698     | 156                | 466              | 76                   |